# العلاقات الإسبانية الكورية الجنوبية
العلاقات الإسبانية الكورية الجنوبية هي العلاقات الثنائية التي تجمع بين إسبانيا وكوريا الجنوبية.

## مقارنة بين البلدين
هذه مقارنة عامة ومرجعية للدولتين:
| وجه المقارنة                                              | إسبانيا                                                                             | كوريا الجنوبية                                                          |
| --------------------------------------------------------- | ----------------------------------------------------------------------------------- | ----------------------------------------------------------------------- |
| المساحة (كم2)                                             | 505.99 ألف                                                                          | 100.30 ألف                                                              |
| عدد السكان (نسمة)                                         | 46.73 مليون                                                                         | 51.47 مليون                                                             |
| الكثافة السكانية (ن./كم²)                                 | 92.35                                                                               | 513.16                                                                  |
| العاصمة                                                   | مدريد                                                                               | سول                                                                     |
| اللغة الرسمية                                             | اللغة الإسبانية، اللغة الغاليسية، لغة بشكنشية، اللغة الكتالونية، اللغة الأوكسيتانية | اللغة الكورية                                                           |
| العملة                                                    | يورو، بيزيتا إسبانية                                                                | وون كوري جنوبي                                                          |
| الناتج المحلي الإجمالي (بليون دولار)                      | 1.31 تريليون                                                                        | 1.53 تريليون                                                            |
| الناتج المحلي الإجمالي (تعادل القوة الشرائية) بليون دولار | 1.77 تريليون                                                                        | 1.75 تريليون                                                            |
| الناتج المحلي الإجمالي الاسمي للفرد دولار أمريكي          | 28.16 ألف                                                                           | 27.22 ألف                                                               |
| الناتج المحلي الإجمالي للفرد دولار أمريكي                 | 38.00 ألف                                                                           |                                                                         |
| مؤشر التنمية البشرية                                      | 0.876                                                                               | 0.901                                                                   |
| رمز المكالمات الدولي                                      | +34                                                                                 | +82                                                                     |
| رمز الإنترنت                                              | .es                                                                                 | .kr                                                                     |
| المنطقة الزمنية                                           | ت ع م+01:00، ت ع م+02:00                                                            | توقيت كوريا الجنوبية، ت ع م+09:00، آسيا/سيول ‏، ت ع م+08:00، ت ع م+08:30 |

## مدن متوأمة
في ما يلي قائمة باتفاقيات التوأمة بين مدن إسبانية وكورية جنوبية:
- ترتبط شقوبية مع Gangdong District [الإنجليزية]‏ باتفاقية توأمة.
- ترتبط Algemesí [الإنجليزية]‏ مع غانغننغ باتفاقية توأمة.
- ترتبط برشلونة مع بوسان باتفاقية توأمة منذ 1984.

## منظمات دولية مشتركة
يشترك البلدان في عضوية مجموعة من المنظمات الدولية، منها:
| علم المنظمة | اسم المنظمة                               | تاريخ انضمام إسبانيا | تاريخ انضمام كوريا الجنوبية |
| ----------- | ----------------------------------------- | -------------------- | --------------------------- |
|             | مؤسسة التمويل الدولية                     | 24 مارس 1960         | 16 مارس 1964                |
|             | مجموعة أستراليا                           | 1985                 | 1996                        |
|             | يونسكو                                    | 30 يناير 1953        | 14 يونيو 1950               |
|             | مجموعة الموردين النوويين                  | ?                    | ?                           |
|             | الوكالة الدولية للطاقة                    | ?                    | ?                           |
|             | مؤسسة التنمية الدولية                     | 18 أكتوبر 1960       | 18 مايو 1961                |
|             | منظمة التعاون الاقتصادي والتنمية          | ?                    | 12 ديسمبر 1996              |
|             | المركز الدولي لتسوية المنازعات الاستشارية | 17 سبتمبر 1994       | 23 مارس 1967                |
|             | وكالة ضمان الاستثمار متعدد الأطراف        | 29 أبريل 1988        | 12 أبريل 1988               |
|             | منظمة حظر الأسلحة الكيميائية              | ?                    | ?                           |
|             | البنك الإفريقي للتنمية                    | ?                    | ?                           |
|             | الأمم المتحدة                             | 14 ديسمبر 1955       | 17 سبتمبر 1991              |
|             | منظمة الشرطة الجنائية الدولية             | ?                    | ?                           |
|             | البنك الدولي للإنشاء والتعمير             | 15 سبتمبر 1958       | 26 أغسطس 1955               |
|             | الفريق المعني برصد الأرض                  | ?                    | ?                           |
|             | الاتحاد البريدي العالمي                   | ?                    | ?                           |
|             | منظمة التجارة العالمية                    | ?                    | ?                           |
|             | المنظمة الهيدروغرافية الدولية             | ?                    | ?                           |
|             | بنك التنمية الآسيوي                       | 1986                 | 1966                        |
|             | نظام تحكم تكنولوجيا القذائف               | 1990                 | 2001                        |

## وصلات خارجية
- موقع وزارة الخارجية الإسبانية
- موقع وزارة الخارجية الكورية الجنوبية